# Cotoneaster nebrodensis
Cotoneaster nebrodensis är en rosväxtart som först beskrevs av Giovanni Gussone, och fick sitt nu gällande namn av Johann Friedrich Wilhelm Koch. Cotoneaster nebrodensis ingår i släktet oxbär, och familjen rosväxter. Inga underarter finns listade i Catalogue of Life.